# Chuspa
Chuspa ist ein Dorf im venezolanischen Bundesstaat Vargas. Das Dorf ist vorwiegend ein Fischerdorf, das auch Touristen anzieht. Es ist mit La Guaira und mit Higuerote, im Bundesstaat Miranda, durch eine Kustensstraße verbunden.

## Geschichte
Das Dorf liegt am Ufer des Chuspa-Flusses. Der Conquistador Francisco Fajardo kam im Jahr 1555 aus Margarita hier an, um die Region zu erobern. Während der Kolonialzeit baute man Kakao im Chuspatal an. Im 17. Jahrhundert wurden immer mehr schwarze Sklaven ins Land verschleppt und zur Arbeit in den Plantagen gezwungen. Im zweiten Jahrzehnt des 18. Jahrhunderts zählte die Chusparegion etwa 200.000 Kakaobäume.
Am 18. November 1813 fand zwischen Puerto Francés und Chuspa eine Seeschlacht zwischen der Unabhängigkeitsarmee unter Leitung von Manuel Piar und den spanientreuen Royalisten statt. Manuel Piar besiegt die Spanier dabei.

## Infrastruktur

### Tourismus

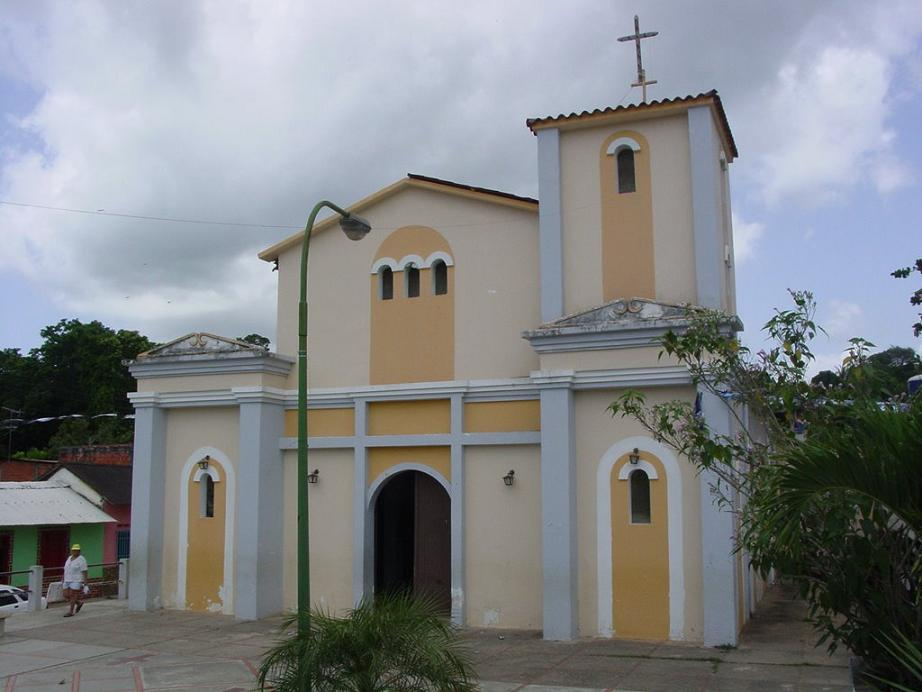
Kirche Chuspa

Es gibt einen kleinen Hafen für die Boote der Fischer und für die kleinen Touristenunternehmen. Man findet auch mehrere Herbergen und Restaurants. Vor Chuspa selbst befindet sich ein 230 Meter langer Strand.
Vom Dorf aus kann man ein Boot mieten, um in etwa 10 Minuten zu Stränden wie Caribe, Los Indios, Capino und Mono Manso im Bundesstaat Miranda zu fahren.

### Bildung und Kultur
Chuspa hat eine Schule und einen Kindergarten. Es gibt auch eine öffentliche Bibliothek und ein Internetcafé.